# Пьета (Микеланджело)
«Оплакивание Христа», или «Ватиканская Пьета́», — одна из ранних и самых знаменитых работ выдающегося художника эпохи Возрождения, скульптора Микеланджело Буонарроти. Композиция Пьета была создана 24-летним скульптором из мрамора в 1499 году. Хранится в Соборе святого Петра в Ватикане. Высота скульптурной группы изображающей Деву Марию и тело Иисуса Христа, лежащее у Неё на коленях, 1,74 м, ширина — 1,95 м. Это единственная работа Буонарроти, которая была им подписана.

## История создания
Прибыв в 1496 году в Рим, 21-летний Микеланджело познакомился с финансистом и собирателем произведений искусства Якопо Галли. Благодаря посредничеству влиятельного покровителя, начинающий скульптор в 1497 году получил заказ от французского аббата, кардинала Сен-Дени и французского посла в Риме Жана Билэр де Лагрола (Jean Bilhères de Lagraulas; Jean Villier de la Grolaie) от имени французского короля Карла VIII. Аббат намеревался разместить новое произведение в капелле Санта-Петронилла в Ватикане. Капелла принадлежала королям Франции и находилась рядом со старой базиликой Святого Петра. Кардинал рассчитывал прежде всего прославить себя подарком соотечественникам, находящимся в Риме в приближающемся 1500 году Юбилейном году Католической церкви. То, что кардинал в 1499 году был похоронен в капелле Санта-Петронилла, позволяет предположить, что скульптура была заказана им в качестве собственного надгробия.
Официальный контракт был подписан в августе 1498 года и давал только год для завершения работы. В контракте поручитель Якопо Галли заверил кардинала, что это будет «самая прекрасная работа из мрамора, которая когда-либо существовала в Риме, а его мастер — самый лучший из скульпторов». Микеланджело был требователен в выборе материала и потратил целых девять месяцев в Карраре, чтобы выбрать подходящий блок мрамора и перевезти его в Рим.
Согласно «Жизнеописаниям» Джорджо Вазари, после установки скульптуры в капелле Микеланджело часто туда заходил, чтобы лишний раз полюбоваться собственным произведением. Но однажды он услышал разговор «приезжих из Ломбардии», восхвалявших скульптуру и считавших, что её сделал их соотечественник: «миланец Гоббо». Микеланджело промолчал, но ближайшей ночью он пробрался в капеллу, «прихватив с собой резцы» и вырезал на поясе, пересекающем грудь Богоматери, надпись на латыни: «Микеланджело Буонарроти флорентинец исполнил».
В 1499 году законченную статую поместили в капелле Св. Петрониллы на невысоком постаменте. В 1517 году её перенесли в Старую сакристию Собора святого Петра, в 1626 году — на старый хор базилики в Ватикане. При транспортировке были повреждены пальцы правой руки Мадонны (отреставрированы в 1736 году). С 1749 года шедевр Микеланджело находится в первой капелле справа от входа в главный неф Собора Святого Петра, получившей после этого новое название (Cappella della Pietà).

## Повреждение и реставрация

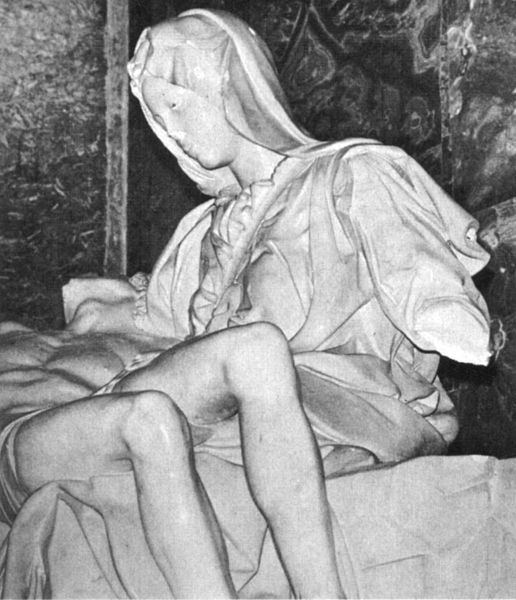
«Пьета» после акта вандализма. 1972

21 мая 1972 года, через несколько минут после окончания праздничной литургии по случаю дня Святой Троицы, австралийский геолог венгерского происхождения Ласло Тот набросился на скульптуру и с криком «Я — Иисус Христос, Христос восстал из мёртвых!» нанёс скульптуре пятнадцать ударов принесённым с собой скальным молотком. Он расколол левую руку Мадонны и нанёс многочисленные повреждения лицу. Оцепеневшие от ужаса прихожане не сразу поняли, что происходит, и слишком поздно схватили безумца, успевшего причинить серьёзный вред творению Микеланджело.
На суде Тот повторял, что он — Иисус Христос, а также сам Микеланджело, и Бог велел ему уничтожить статую Мадонны — «олицетворение ложных добродетелей Церкви», — поскольку Иисус вечен и не может иметь матери. По его собственному признанию, он приехал в Рим, чтобы публично заявить о своём рождении как о втором пришествии Иисуса Христа. Тогда же пришёл к выводу, что современная католическая церковь намеренно культивирует образ мёртвого, а не воскресшего Христа, и задумал уничтожить «Пьету» как главный символ этого «лживого обычая». Обвинив своих судей в смертном грехе гордыни, Тот пообещал проклясть их в день Страшного суда.
Ввиду явной психической ненормальности Тота против него не выдвинули уголовных обвинений. 29 января 1973 года его поместили в психиатрическую клинику, а 9 февраля 1975 года депортировали в Австралию.
В Ватикане возникла дискуссия о том, какой способ реставрации следует проводить: одни предлагали оставить лицо изуродованной Мадонны в качестве свидетельства духовных изъянов эпохи, в которой господствует насилие; другие предлагали реставрацию лишь повреждённых частей; третьи настаивали на полной реставрации скульптуры. После реставрации с использованием около полусотни отбитых фрагментов (без использования новодельных частей) под наблюдением директора Ватиканских музеев Деоклецио Редига де Кампоса произведение Микеланджело установили за пуленепробиваемым стеклом справа от входа в собор.

## Иконография и особенности композиции

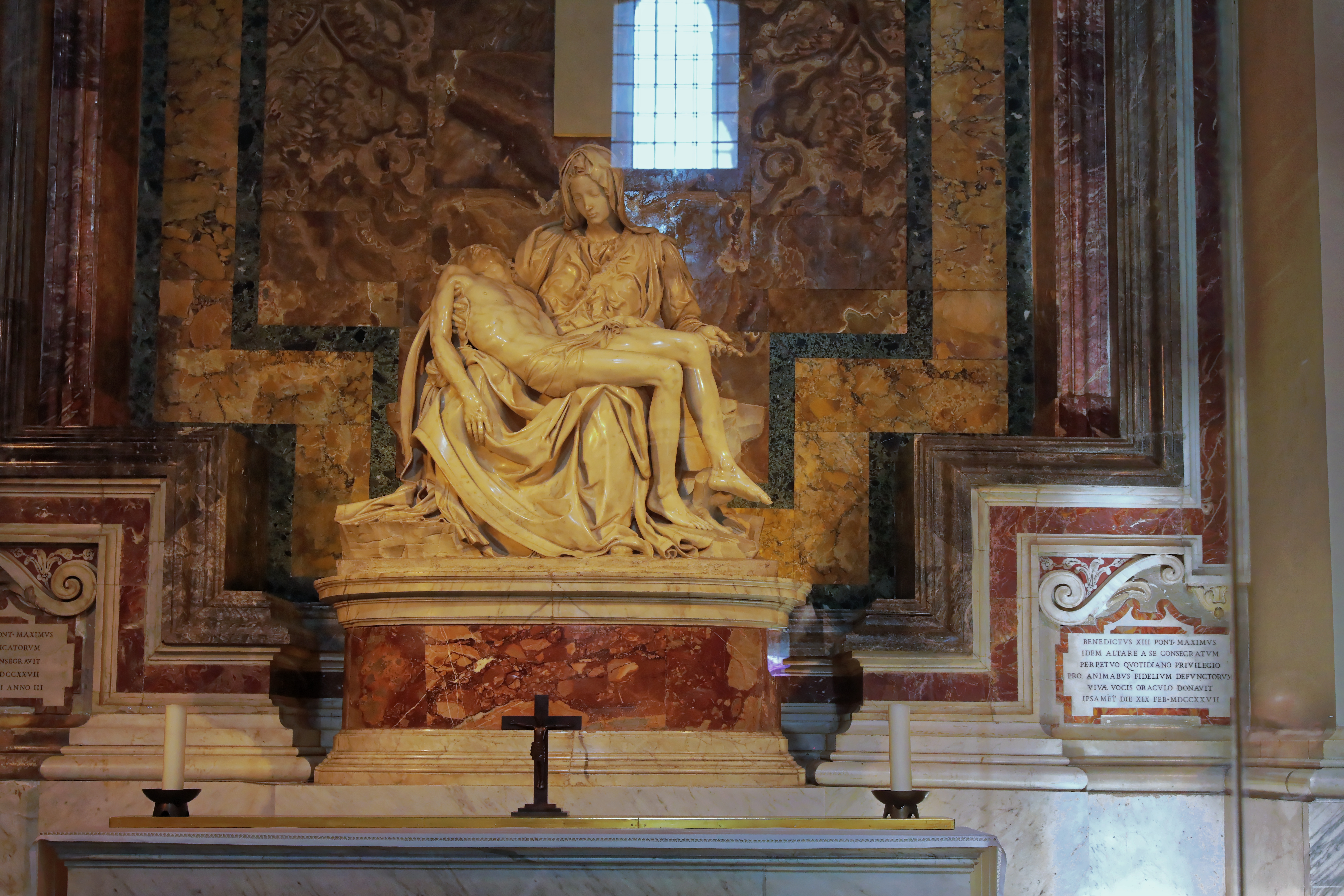
Общий вид капеллы

Микеланджело в своём произведении следовал средневековой иконографии композиционного типа «Горизонтальных оплакиваний» (лат. Pietas Horizontalis), в которых тело Христа изображали горизонтально распростёртым на коленях Девы Марии. В скульптуре такие композиции появились в 1390—1410-х годах в Праге, Зальцбурге, Вроцлаве, а затем получили распространение в разных областях Италии, где работали немецкие мастера. Они имеют своеобразное название «Образы вечери», или «Веспербильд» (нем. Vesperbilder.

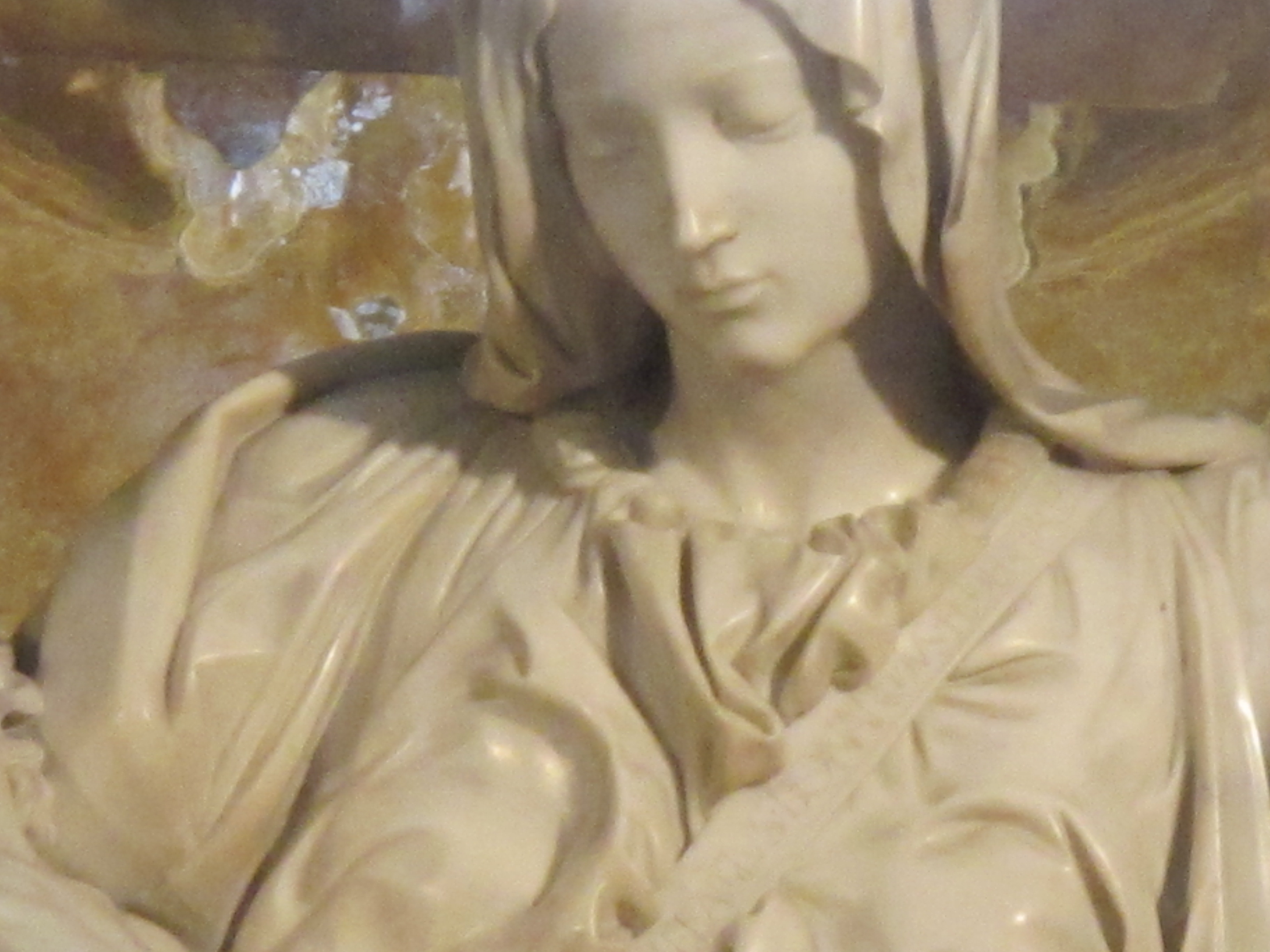
Фрагмент. Лицо Богоматери

Богоматерь в «горизонтальных оплакиваниях» по традиции изображают совсем молодой, почти девочкой. Контраст образов молодой Девы и взрослого Сына у Неё на коленях создаёт особенное духовное напряжение и трогательное, просветлённо-созерцательное настроение. Согласно идеям мистического христианства, усвоенного итальянской иконографией, «Божественная воля поддерживала цвет и свежесть молодости у невинной Девы» на протяжении всей Её жизни, чуждой всякого греха. Однако Микеланджело сумел переосмыслить мистическую традицию искусства интернациональной готики и привнести новое ренессансное начало в старую иконографию. Основанием для подобной интерпретации считают также впечатления скульптора от проповедей и казни Савонаролы во Флоренции, а также общую атмосферу поиска индивидуальных переживаний христианских догм, типичных для окружения художника в Риме тех лет. Л. Юсти видел в этом факте также «очистительное влияние древнегреческих образцов». В этом необычном произведении «идеализм и христианское смирение соединились с чувственностью», отличающей отношение Микеланджело к пластике тела и скульптурной форме в целом.

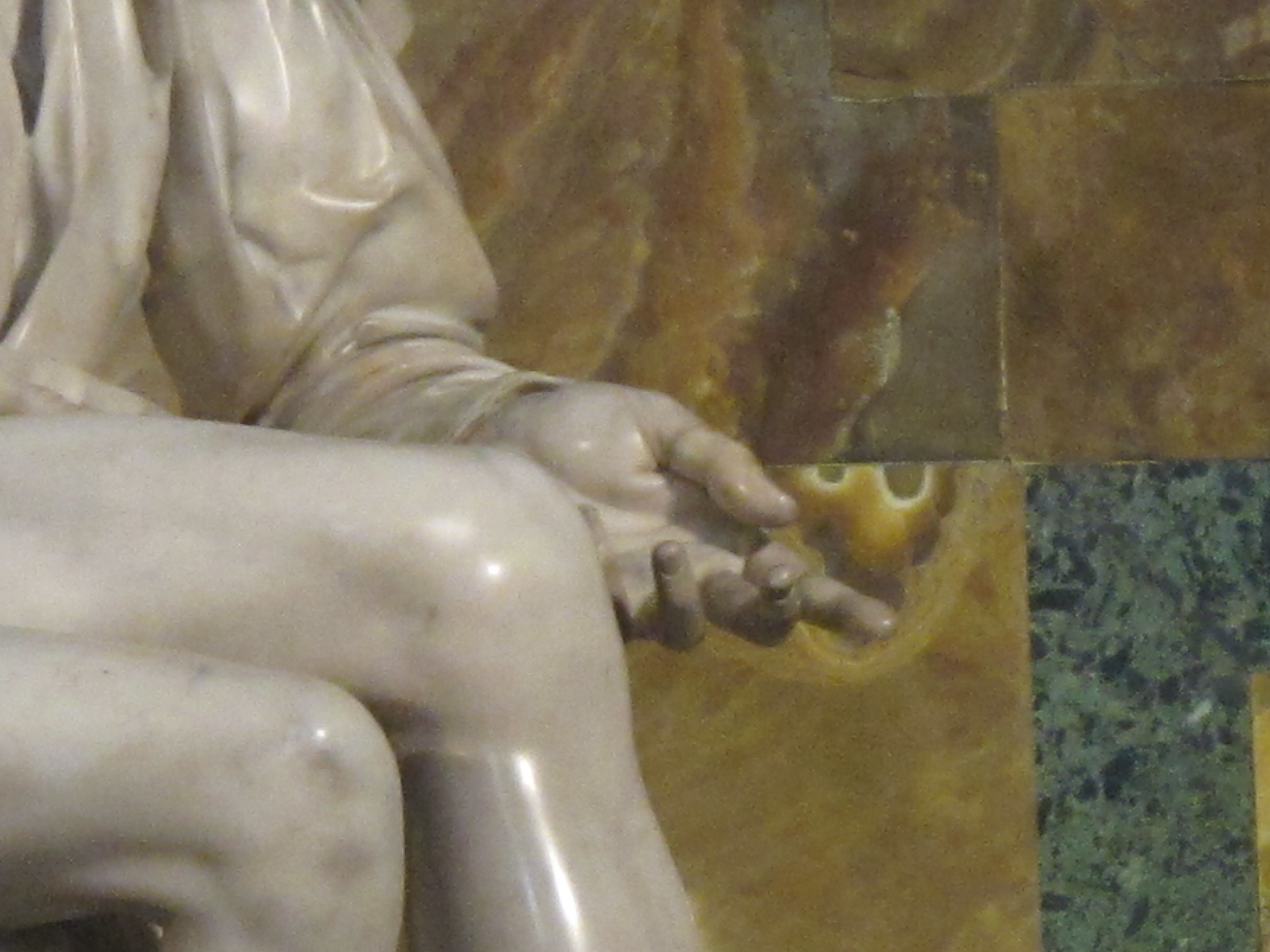
Фрагмент. Рука Богоматери и тело Христа

Ряд исследователей[кто?] придерживается предположения, высказанного известным искусствоведом Димитрио Мартинелли, что в композиции противопоставляется также горизонтальное вертикальному, образуя образ креста. Однако в январе 2017 года группа историков искусства Возрождения во главе с Джованни Кисселино, изучив архивы Ватикана, полностью опровергла это утверждение[как?]. Более того, ученые обнаружили косвенные свидетельства[какие?] того, что одна из задумок скульптора — отражение в композиции канонического треугольника (Бог-Отец, Бог-Сын и Бог-Святой Дух), что крайне нетипично для католической культуры.
Идеи сдержанной скорби нашли выражение в просветлённом созерцательном настроении, выраженном посредством необычайно тонкой моделировки мрамора, который Микеланджело отполировал до блеска, что довольно необычно для его раннего творчества. Особенно прекрасен одухотворённый лик Мадонны, который часто сравнивают с другим, следующим произведением скульптора — Мадонной Брюгге. Микеланджело сознательно усилил контраст обнажённого тела Сына и задрапированной фигуры Матери. Богатство пластики складок одеяния Богоматери контрастирует с безжизненной пластикой мёртвого тела Христа. Не случайно в Риме получил распространение слух о том, что скульптор специально убил натурщика (либо использовал чьё-то мёртвое тело), чтобы добиться столь сильного впечатления. Такая легенда упоминается в трагедии А. С. Пушкина «Моцарт и Сальери»:

…Гений и злодейство
Две вещи несовместные. Неправда:
А Бонаротти? Или это сказка
Тупой, бессмысленной толпы — и не был
Убийцею создатель Ватикана?